# 深谷藩
深谷藩（ふかやはん）は、武蔵国榛沢郡に存在した藩。居城は深谷城と言われているが、城跡が明らかになっていない。

## 藩史
小田原征伐後に関東に入った徳川家康は、深谷に譜代の家臣・松平康直（長沢松平家）を封じ1万石を与えた。しかし康直は文禄2年（1593年）に24歳で死去した。康直には嗣子がなく、家康の子・松千代（生母は側室・茶阿局）が長沢松平家の家系を継いだ。松千代は慶長4年（1599年）、5歳で早世し、同母兄である忠輝が家督を継いだ。忠輝は慶長7年（1602年）、下総国佐倉藩4万石へ加増移封となったため、深谷藩は廃藩となった。
慶長15年（1610年）7月から元和8年（1622年）10月までは松平忠重が8000石で同地を治めているが、万石以下の、大身ではあっても旗本であるため大名（藩）とはされない。
その後、元和8年（1622年）に酒井忠勝が1万石で入り、深谷藩が再び立藩する。忠勝は寛永元年（1624年）8月、上総国・武蔵・下総国内に2万石を加増され、老中に任じられる。その後も2万石を加増され、合計5万石の大名となった。忠勝は小農民を保護し、藩政の確立に努めたが、寛永4年（1627年）に父で川越藩主であった酒井忠利が死去したため、その跡を継ぎ川越藩主となったため、深谷藩は廃藩となり、深谷城も寛永11年（1634年）に破却された。

## 歴代藩主

### 長沢松平家
1万石。譜代→親藩。
1. 康直（やすなお）
2. 松千代（まつちよ）
3. 忠輝（ただてる）

### 酒井家
1万石→3万石→5万石。
1. 忠勝（ただかつ）